# Claude Onesta
Claude Onesta (født 6. februar 1957 i Albi, Frankrig) er en tidligere fransk håndboldspiller og træner. Han var øverste træner for Frankrigs herrelandshold fra 2001 frem til 2016. Hans opnåede resultater med det franske hold har gjort ham til en af de mest vindende trænere i international håndbold. 

## Resultater med Frankrigs landshold
Onesta har siden sin tiltræden som fransk landstræner i 2001 opnået følgende resultater:
- VM 2003 –  Bronze
- VM 2005 –  Bronze
- EM 2006 –  Guld
- EM 2008 –  Bronze
- OL i Beijing 2008 –  Guld
- VM 2009 –  Guld
- EM 2010 –  Guld
- VM 2011 –  Guld